# Hamburg (Pensilvânia)
Hamburg é um distrito localizado no estado norte-americano de Pensilvânia, no Condado de Berks.

## Demografia
Segundo o censo norte-americano de 2000, a sua população era de 4114 habitantes.
Em 2006, foi estimada uma população de 4197, um aumento de 83 (2.0%).

## Geografia
De acordo com o United States Census Bureau tem uma área de
5,2 km², dos quais 4,8 km² cobertos por terra e 0,4 km² cobertos por água. Hamburg localiza-se a aproximadamente 110 m acima do nível do mar.

## Localidades na vizinhança
O diagrama seguinte representa as localidades num raio de 12 km ao redor de Hamburg.